# Dahlica navacerradensis
Dahlica navacerradensis is een vlinder uit de familie zakjesdragers (Psychidae). De wetenschappelijke naam van deze soort is voor het eerst geldig gepubliceerd in 1966 door Thomas Sobczyk.

## Type
- holotype: "male. 8-VI-2013. leg. T. Sobczyk"
- instituut: MNCN, Madrid, Spanje
- typelocatie: "Spain, Madrid, Puerto de Navacerrada, 1.800 m, 40°47’19” N, 4°0’13” W"